# Eckhardt van den Hoogen
Eckhardt van den Hoogen (* 1951 in Essen) ist ein deutscher Musikwissenschaftler, Musikjournalist und Übersetzer.

## Werdegang
Nach einigen Semestern Schulmusik im alten Bau der  Kölner Musikhochschule studierte van den Hoogen Musikwissenschaft, Germanistik und Kunstgeschichte an der Universität zu Köln, wo er 1980 bei  Heinrich Hüschen mit einer Arbeit über Orchesterwerke Franz Schrekers in ihrer Zeit (Kölner Beiträge zur Musikforschung Band 111) promovierte. Während seines Studiums war er als freier Musikkritiker für den Kölner Stadt-Anzeiger tätig. Später arbeitete er unter anderem als freier Produktionsassistent für verschiedene Musikabteilungen des Westdeutschen Rundfunks sowie als Übersetzer, Autor und Texter für die damals noch in Köln ansässige  EMI Electrola und  andere Labels. 1985 beauftragte ihn der  ORF mit einer ganzjährigen Sendereihe für die Serie „Musik hören – Musik verstehen“, in der er einen Abriss über die musikalischen Entwicklungen des 20. Jahrhunderts präsentierte.
1991 gründete er gemeinsam mit seiner Ehefrau Angela die Agentur Pro Classics. Im Vordergrund stehen hier die Pressearbeit für Künstler, Tonträgerfirmen und kulturelle Einrichtungen. Eingebunden sind ferner die Tätigkeiten als Übersetzer, Texter und Autor musikalischer Einführungstexte und Essays, in denen sich Eckhardt van den Hoogen nicht allein mit den „klassischen“ Berühmtheiten, sondern vor allem auch mit „Entdeckungen“ auseinandersetzt.  Artikel größeren Umfangs entstanden unter anderem für EMI, Hänssler Classic Koch International und andere Firmen. Eine besondere Rolle spielen die zumeist  umfangreichen Arbeiten für  cpo zu Komponisten wie Max Bruch, Aram Chatschaturjan,  Carl Davidoff, Siegmund von Hausegger, Paul Juon,  Dmitrij Kabalewskij, Heinrich Kaminski, Wilhelm Kienzl, Sergei Prokofjew, Emil Nikolaus von Reznicek, Hans Rott, Franz Schmidt, Felix Weingartner, Richard Wetz.

## Schriften
- Die Orchesterwerke Franz Schrekers in ihrer Zeit. Werkanalytische Studien. (= Kölner Beiträge zur Musikforschung, Bd. 111). Regensburg 1981.
- Das ABC der klassischen Musik. Die großen Komponisten und ihre Werke. Eichborn Verlag, Frankfurt am Main 2002, ISBN 3-8218-3961-9.
- ABC der Oper. Die großen Musikdramen und ihre Komponisten. Frankfurt am Main 2003.
- Wolfgang Amadeus Mozart und einige seiner Zeitgenossen. Leben und Werk. Münster 2006.